# Йоганн Фрідріх Людвіг
Йоганн Фрідріх Людвіг (нім. Iohann Friedrich Ludwig; 19 березня 1673 — 18 січня 1752) — португальський архітектор німецького походження. Представник бароко. Автор Мафрського монастиря і палацу. Португальський варіант імені — Жуан Фредеріку Лудовісе (порт. João Frederico Ludovice).

## Біографія
Народився в Гонгардтському замку, що неподалік від міста Крайльсгайм, Баден-Вюртемберг. Мав хист до малювання і ремесла ювеліра.
На здібного німця звернули увагу єзуїти і той (за підтримки могутнього католицького ордену)опанував навички ювеліра і архітектора в Італії . Працював на замови єзуїтів в Римі в майстерні Андреа дель Поццо.
За підтримки того ж чернечого ордену єзуїтів отримав замову на працю в Лісабон від короля Жоана V, хоча не мав великої архітектурної практики і не побудував в Римі жодної будівлі.
Над створенням велетенського палацу працював не один, а з залученням цілої купи архітекторів (Карлос Батіста Гарбо, Куштодіу Віейра, Мануел да Майя, син архітектора — Антоніо.) Будівництво тривало 13 років і начерно завершилось 1730 року. Добудови і створення інтер'єрів продовжувались до 1755 р., коли померли і вельможний замовник, і сам архітектор.